# Laidback Luke
Lucas Cornelis van Scheppingen (Manila, Filipinas; 22 de octubre de 1976) más conocido por su nombre artístico Laidback Luke, es un DJ y productor filipino-neerlandés. En 2004 fundó su discográfica Mixmash para el lanzamiento de sus producciones y la promoción de nuevos talentos. En 2013 abrió una subdivisión de Mixmash, llamada Ones to Watch Records. Actualmente ocupa el puesto #64 en la encuesta realizada por la revista británica DJmag, siendo su mejor desempeño en el año 2010 cuando se posicionó en el número 17.
Laidback Luke creció en los Países Bajos. Ha trabajado con artistas como, Armand Van Helden, David Guetta, Steve Angello, Sebastian Ingrosso, Axwell y Junior Sánchez y ha pinchado por Europa y Norteamérica además de algunos espectáculos en Ibiza y Japón. Es creador del evento Super You&Me en el que invita desde reconocidos DJs hasta recientes talentos para mezclar con él. Ha lanzado tres álbumes: Psyched Up en 1998 , Electronic Satisfaction en 2002 y Focus en 2015 además de un satisfactorio álbum de remixes: Windmill Skill en 2003.
En 2003, van Scheppingen hizo un remix de la canción "Crescendolls" de Daft Punk para su álbum conjunto bajo el nombre de Daft Club. Luke también ha puesto a la venta su propio álbum de remixes, llamado Ibiza Closing Party en 2008.
Con respecto a su vida personal, a fines de 2012 contrajo matrimonio con la DJ y productora neoyorquina Gina Turner, con la que también integran el proyecto musical Nouveau Yorican. Tuvieron una hija en 2014, Evalina. Se separaron en 2017.
También es practicante del Choy Li Fut, un subgénero del Kung Fu. En 2013 representó al equipo de Kung Fu de los Países Bajos con éxito en el campeonato mundial de Kung Fu en China, ganando cuatro medallas de oro y una de plata.

## Discografía

### Álbumes
En estudio
- Electronic Satisfaction (2002)

| Focus (2015) |                                                           |          |  |
| N.º          | Título                                                    | Duración |  |
| 1.           | «Intro»                                                   | 0:48     |  |
| 2.           | «Let It Go» (con Trevor Guthrie)                          | 5:13     |  |
| 3.           | «The Chase» (junto a GTA con Aruna)                       | 4:15     |  |
| 4.           | «Hooked Again» (con Sam Ashworth)                         | 3:13     |  |
| 5.           | «KillaSound»                                              | 5:05     |  |
| 6.           | «Won't Break This Feeling Down» (junto a Luciano Martina) | 3:25     |  |
| 7.           | «Never Forget» (con More y Killa Karma)                   | 5:41     |  |
| 8.           | «We Party» (junto a D.O.D.)                               | 4:00     |  |
| 9.           | «Tell Me That You Love Me» (junto a Marc Benjamin)        | 4:35     |  |
| 10.          | «Scandinavia»                                             | 4:48     |  |
| 11.          | «Neon Sunrise» (junto a Benny Benassi con Amba Shepherd)  | 3:27     |  |
| 12.          | «The Rut»                                                 | 4:01     |  |
| 13.          | «Never Rave Again» (con Harrison)                         | 3:39     |  |
| 14.          | «Mic» (junto a Yellow Claw & Dirtcaps)                    | 3:56     |  |
| 15.          | «Fantasizing» (con Natalia Isabella)                      | 4:17     |  |
| 16.          | «Wudang»                                                  | 6:47     |  |
| 17.          | «Don't Hesitate» (junto a Mangal Suvarnan)                | 3:53     |  |

Álbumes recopilatorios
- Psyched-Up (The Early Works '96-'98)(1999)

### Sencillos
1998:
- Laidback Luke – Double 0

2000:
- Laidback Luke – Rocking with The Best

2002:
- Laidback Luke – Pass The Fury

2004:
- Laidback Luke – F*ck The Revolution / Pass The Fury

2005:
- Laidback Luke & Marchand Present Highstreets – Don't Let Go

2006:
- Laidback Luke feat. Princess Superstar – Goes Busters
- Laidback Luke feat. Paul V.K. – Don't Let Go
- Steve Angello & Laidback Luke – Otherwize Then

2007:
- Laidback Luke – Killing The Kitchen
- Laidback Luke – Showrocker
- Laidback Luke – Housetrap / We Rock Da House
- Laidback Luke – Hot Hott Hotter / Molotov
- Laidback Luke – Start Me Up / Down With The Mustard
- Laidback Luke feat. Stephen Granville – Hypnotize
- Axwell, Angello, Ingrosso & Laidback Luke – Get Dumb
- DJ DLG & Laidback Luke – Ambition
- Steve Angello & Laidback Luke – Be
- Laidback Luke Feat. MC Goodgrip – Rocking with The Best 2007
- Laidback Luke – Break The House Down
- Sebastian Ingrosso & Laidback Luke – Chaa Chaa

2008:
- Tom De Neef & Laidback Luke – Humanoidz
- Steve Angello & Sebastian Ingrosso vs. Laidback Luke – It
- Laidback Luke & Roman Salzger feat. Boogshe – Generation Noize
- Laidback Luke & A-Trak – Shake It Down
- Laidback Luke & Tom Stephan feat. Romanthony – Show

2009:
- Laidback Luke & Diplo – Hey!
- Steve Angello & Laidback Luke feat. Robin S. – Show Me Love
- Axwell, Ingrosso, Angello, & Laidback Luke feat. Deborah Cox – Leave The World Behind
- Laidback Luke – I Need Your Loving
- Laidback Luke & Lee Mortimer – Blau
- Laidback Luke – My G*O*D* (Guns On Demo)
- Gregor Salto & Laidback Luke – Step By Step
- Gregor Salto & Laidback Luke – Shine Your Light
- Nouveau Yorican (Laidback Luke & Gina Turner) – Jackit

2010:
- Laidback Luke feat. Jonathan Mendelsohn – Till Tonight
- Nouveau Yorican (Laidback Luke & Gina Turner) – Boriqua
- Nouveau Yorican (Laidback Luke & Gina Turner) – Chiuso
- Laidback Luke feat. Jonathan Mendelsohn – Timebomb
- Robyn & Laidback Luke – Indestructible

2011:
- Laidback Luke & Steve Aoki feat. Lil Jon – Turbulence
- Laidback Luke feat. Lady Bee – Mortal Comeback
- Laidback Luke vs. Example – Natural Disaster
- Laidback Luke vs. Jump Jump Dance Dance – 2.0
- Laidback Luke & Sander van Doorn – Who's Wearing The Cap

2012:
- Laidback Luke – Do the Robot
- Laidback Luke, Arno Cost & Norman Doray – “Trilogy”
- Laidback Luke feat. Wynter Gordon – Speak Up
- Laidback Luke, Chuckie & Martin Solveig – 1234
- Laidback Luke feat. Martel – We Are the Stars
- Laidback Luke & Angger Dimas feat. Polina – Night Like This
- Laidback Luke – Cambodia
- Example feat. Laidback Luke – Eutopia (Fade Away)
- Laidback Luke & Lee Mortimer – Strobelight

2013:
- Laidback Luke feat. Majestic – Pogo
- Laidback Luke & Hardwell – Dynamo
- Laidback Luke, Dimitri Vegas & Like Mike – MORE
- Martin Solveig & Laidback Luke – Blow
- Laidback Luke & Peking Duk – Mufasa

2014:
- Laidback Luke & Project 46 feat. Collin McLoughlin – Collide
- Will Sparks & Laidback Luke – Promiscuous
- Laidback Luke & D.O.D - Flashing Lights
- Laidback Luke & Marc Benjamin - We're Forever
- Laidback Luke & Gina Turner - Bae
- Laidback Luke - Stepping To The Beat
- Laidback Luke & Project 46 - Memories
- Laidback Luke & Uberjak'd - Go

2015:
- Laidback Luke & Tujamo - S.A.X.
- Laidback Luke & Angger Dimas feat. Mina - Beat of the Drum
- Laidback Luke & Shelco Garcia & Teenwolf - XXX
- Laidback Luke & Shelco Garcia & Teenwolf feat. Kris Kiss - Outer Space (XXX)
- Laidback Luke & Chocolate Puma - Snap That Neck
- Laidback Luke & Moska feat. Terri B! - Get It Right
- Laidback Luke feat. Trevor Guthrie - Let It Go
- Laidback Luke & GTA feat. Aruna - The Chase

2016:
- Afrojack & Laidback Luke feat. Hawkboy - Move To The Sound
- Laidback Luke & Mike Cervello - Front 2 the Back
- Laidback Luke & twoloud - Fcukin Beats
- Laidback Luke & Yves V feat. Hawkboy - To The Beat
- Laidback Luke & Will Sparks feat. Alicia Madison – Promiscuous
- Laidback Luke & KURA - Mad Man

2017:
- Laidback Luke & Ralvero feat. Ina - XOXO
- Laidback Luke & Made In June feat. Bright Lights - Paradise
- Laidback Luke x Florian Picasso feat. Tania Zygar - With Me
- Laidback Luke x Konih - Like This
- Laidback Luke & Mark Villa - Rise

2018:
- Steve Aoki & Laidback Luke  feat. Bruce Buffer - It's Time
- Laidback Luke & Ale Mora feat. Shermanology - Milkshake
- Laidback Luke x Jewelz & Sparks feat. Pearl Andersson - We Are One

2019:
- Laidback Luke & Keanu Silva - Oh Yes (Rockin' With The Best)
- Laidback Luke & Mark Bale - Party Starter
- Laidback Luke & Pyrodox - Keep On Rocking
- Laidback Luke x Raven & Kreyn - Bam Bam
- Laidback Luke & Unity - Make That Thang Go

2020:
- Laidback Luke feat. SXMSON - Can't Hold My Tongue
- Laidback Luke & Mark Bale - Bass Test (B2B EP)
- Laidback Luke & Swanky Tunes - The Illest (B2B EP)
- Laidback Luke & Funky Craig - Hot Sauce (B2B EP)
- Laidback Luke & Steff Da Campo - We Found Love
- Laidback Luke & Domastic - U Don't
- GATTÜSO & Laidback Luke feat. Sarah Reeves - Heart On My Sleeve
- Laidback Luke feat. David Goncalves - Rolling Stone
- Laidback Luke feat. Ally Brooke - Dance It Off

2021:
- Laidback Luke feat. Shiah Maisel - Good Again
- Laidback Luke x Tribbs feat. Bertie Scott - Whistle
- Laidback Luke & Raphi - If There Is Love
- BLVD. & Laidback Luke - Cielo
- Laidback Luke & Carta - Kong
- Laidback Luke & Rak-Su - Over & Over
- Laidback Luke & DJs From Mars - Call It House
- Laidback Luke, Dubdogz & Lost Boy - Home Alone
- Laidback Luke & GATTÜSO - Never Alone

2022:
- Laidback Luke & TEEZ - Brand New
- Laidback Luke & Eva Simons - Flexin'
- Laidback Luke & Richard Judge - SOBER
- Laidback Luke & Gian Varela feat. Melfi - Ponme Loco
- R3hab & Laidback Luke - Weekend On A Tuesday
- Laidback Luke feat. Isabel Usher - Last Night
- Laidback Luke, Sunnery James & Ryan Marciano feat. Ed Graves - Got Me Hypnotized

2023:
- Laidback Luke & Katy Alex - Could You Be The One
- Laidback Luke, Sevenn & Eva Simons - Bad Love
- Laidback Luke & Mutya Buena - All I Own
- Laidback Luke & Raphi - Waiting For U
- Laidback Luke, VINNE & BEAUZ feat. RayRay - Hello
- Laidback Luke x GATTÜSO feat. Antrex - Moonlight
- Laidback Luke, Öwnboss & Kapuzen - TikTak
- Laidback Luke x Sevek x Eva Simons - Todo Mucho
- Laidback Luke & DJs From Mars - State Of Euphoria

2024:
- Laidback Luke x Gian Varela - Hit It Back
- Laidback Luke x AMY MIYU - La Vida Loca
- Laidback Luke feat. Matthew Nolan - Left Or Right

2025:
- Laidback Luke & Henry Fong - MAMI
- Laidback Luke - It Clicked
- Laidback Luke & Nostalgix - 1000 BPM

### Sencillos como DARK CHANELL
2021:
- No, 1
  - Purpur
  - Octagon
  - Trommel
  - Traitor

- New York Five-O EP
  - Sabotage
  - Foxy Town
  - Hutch

2022:
- No. 2
  - Awakenings, Amsterdam
  - The End, London
  - The Fuse, Brussels
  - Tresor, Berlin

### Remixes, Bootlegs, Ediciones y trabajos adicionales
- 1996: Green Velvet – The Stalker (LBL Remix)
- 1996: Heavy Weather – Love Can't Turn Around (Loud Flava Mix)
- 1996: H2O Featuring Billie – Nobody's Business (Luke's Laidback Mix)
- 1996: T-Ragga – Lo-Lo (Laidback Luke Full Flava Mix / Floorfiller Mix)

- 1997: Lambda – Hold On Tight (Laidback Luke Mix)
- 1997: Victor Calderone - Give It Up (Laidback Luke Remix)
- 1997: Duke - Womanchild (Laid Back Luke Mix)
- 1997: The Pussycuts – I Know What I Like (Laidback Luke Mix)
- 1997: Green Velvet – Land Of The Lost (Laidback Luke Mix)

- 1998: Damon Wild & Tim Taylor – Bang The Acid (Laidback Luke Remix)
- 1998: Lisahall – I Know I Can Do It (Laidback Luke 156 Mix)
- 1998: Stone Factory – New Sunset (Laidback Luke's Groove Alert Mix)

- 1999: Lexicon – Don't Give The Love (Laidback Luke's 156 Remix)

- 2000: Big Ron – Let the Freak (Laidback Luke Remix)
- 2000: Jark Prongo – Rocket Base (LBL Remix)
- 2000: L.S.G. – Quick Star (Laidback Luke's Housetechmania Remix)
- 2000: Superfunk Feat. Everis Pellius – Kast Dance (And I Come Over) (Laidback Luke Remix)
- 2000: Junior Sánchez Feat. Dajae – B With U (Laidback Luke Mix)

- 2003: Daft Punk – Crescendolls (LBL Remix)
- 2003: Murk – Believe (Laidback Luke Father Figure Mix)

- 2004: Steve Angello – Voices (LBL Remix)
- 2004: Jaimie Fanatic – B Boy Stance

- 2005: MYPD – You're Not Alone (LBL Remix)

- 2006: Who's Who? – Sexy F**k (Laidback Luke Remix)
- 2006: Hardrox – Feel The Hard Rock (LBL Remix)
- 2006: Another Chance – The Sound Of Eden (LBL Remix)
- 2006: Tom De Neef vs. Mochico – Sweat (Laidback Luke Remix)

- 2007: Bellatrax Feat. Sophia May – I Can't Help Myself (Laidback Luke Bella Remix)
- 2007: Alex Gaudino feat. Crystal Waters – Destination Calabria (Laidback Luke Remix)
- 2007: Lenny Kravitz – Are You Gonna Go My Way (Laidback Luke Bootleg)
- 2007: Denis Naidanow – Ascension (LBL Remix)
- 2007: TV Rock vs Dukes of Windsor – The Others (LBL Remix)
- 2007: DJ DLG & Laidback Luke – Ambition (LBL Remix)
- 2007: David Guetta feat. Cozi – Baby When The Light (LBL Remix)
- 2007: Matik – Dance It Off 2007 (Laidback Luke Muffing Rmx)
- 2007: Tom Stephan & Martin Accorsi – Erupt (LBL Remix)

- 2008: Dominatorz – Do You Love Me (Laidback Luke Mix)
- 2008: Natalie Williams – U Don't Know (LBL Remix)
- 2008: Roger Sánchez – Again (LBL Remix)
- 2008: Paul Johnson – Get Get Down (LBL Remix)
- 2008: Juice String – Sex Weed (LBL Remix)
- 2008: Azzido Da Bass – Dooms Night (LBL Remix)
- 2008: David Guetta feat. Tara McDonald – Delirious (LBL Remix)
- 2008: TV Rock feat. Rudy – Been A Long Time (LBL Remix)
- 2008: Buy Now! – Body Crash (LBL Remix)
- 2008: Steve Angello – Gypsy (LBL Remix)
- 2008: Underworld – Ring Road (LBL Remix)
- 2008: Treasure Fingers – Cross the Dancefloor (LBL Remix)
- 2008: The Black Ghosts – Repetition Kills You (LBL Remix)
- 2008: Martin Solveig – I Want You (LBL Remix)
- 2008: Roger Sánchez feat. Terri B – Bang That Box (LBL Remix)
- 2008: Hervé – Cheap Thrills (LBL Bootleg)
- 2008: Madonna vs Dirty South – 4 Minutes To Let It Go (LBL Bootleg)
- 2008: Joachim Garraud – Are U Ready (LBL Remix)
- 2008: Bob Sinclar – Gymtonic (LBL Bootleg)
- 2008: Chromeo – Fancy Footwork (LBL Remix)
- 2008: Beyonce – Me, Myself & I (LBL Bootleg)
- 2008: Coldplay – Viva La Vida (LBL Bootleg)
- 2008: Tocadisco feat. Meral Al-Mer – Streetgirls (LBL Remix)
- 2008: Surkin – White Knight Two (LBL Remix)
- 2008: Zombie Nation – Kernkraft 400 (LBL Bootleg)
- 2008: Korgis – I Need Your Loving (Laidback Luke Bootleg)
- 2008: Daft Punk – Teachers (LBL Rework)
- 2008: Dada Life – Rubber Band Boogie (LBL Remix)
- 2008: Ray Parker Jr. – Ghostbusters Theme (LBL Remix)

- 2009: Notorious B.I.G. feat. Puff Daddy & Mase – Mo Money Mo Problems (LBL Bootleg)
- 2009: David Guetta feat. Kelly Rowland – When Love Takes Over (LBL Remix)
- 2009: Nas – Made You Look (LBL Bootleg)
- 2009: Tiësto & Sneaky Sound System – I Will Be Here (LBL Remix)
- 2009: MSTRKRFT feat. John Legend – Heartbreaker (LBL Remix)
- 2009: Junior Sánchez feat. Good Charlotte – Elevator (LBL Remix)
- 2009: Avicii – Ryu (LBL Edit)
- 2009: The Black Eyed Peas – I Gotta Feelin' (LBL Remix)
- 2009: Dizzee Rascal feat. Chrome – Holiday (LBL Remix)
- 2009: Martin Solveig feat. Dragonette – Boys & Girls (LBL Remix)
- 2009: Sandro Silva – Prom Night (LBL Remix)
- 2009: Depeche Mode – Fragile Tension (LBL Remix)
- 2009: Robbie Rivera – Rock The Disco (LBL Edit)
- 2009: Calvin Harris – You Used to Hold Me (LBL Remix)
- 2009: System F – Out of The Blue 2010 (Laidback Luke's remix)

- 2010: Wynter Gordon – Dirty Talk (Laidback Luke Remix)
- 2010: Alex Armes – No Reasons (Christian Vila & Jordi Sánchez Mix) [Laidback Luke Edit]
- 2010: Jay-Z feat. Swizz Beatz – On To The Next One (Laidback Luke Bootleg)
- 2010: Moby – Wait For Me (Laidback Luke Remix)
- 2010: Christina Aguilera – Not Myself Tonight (Laidback Luke Remix)
- 2010: Tiësto – Flight 643 (Laidback Luke 2010 Rework)
- 2010: Carte Blanche Feat. Kid Sister – Do! Do! Do! (Laidback Luke Remix)
- 2010: Alan Made – Show You How (Laidback Luke Edit)
- 2010: Bad Boy Bill feat. Eric Jag – Got That Feeling (Laidback Luke Remix)
- 2010: Lil' Jon feat. Kee – Give It All You Got (Laidback Luke Remix)
- 2010: Steve Angello vs. Dr. Dre – Knas Episode (Laidback Luke & Junior Sánchez Mashup)
- 2010: Kissy Sell Out – Garden Friends (Laidback Luke VIP Edit)
- 2010: Afrojack Vs. Radioclit Vs. Armand van Helden – I Want Your Divine Control (Laidback Luke Mash Up)
- 2010: iSquare – Hey Sexy Lady (Laidback Luke Remix)

- 2011: Benny Benassi feat. Gary Go – Cinema (Laidback Luke Remix)
- 2011: Skream feat. Sam Frank – Where You Should Be (Laidback Luke Remix)
- 2011: GTA feat. Zashanell – U&I (Laidback Luke Remix)
- 2011: Alice DeeJay – Better Off Alone (Laidback Luke Remixes)
- 2011: La Fuente vs. Rihanna – Bang Bang vs. Man Down (Laidback Luke Mashup)
- 2011: N.E.R.D – She Wants to Move (Laidback Luke Bootleg)
- 2011: Kanye West & Rihanna – All of the Lights (Mata vs Laidback Luke Edit)
- 2011: Laura LaRue – Un Deux Trois (Laidback Luke Remix)
- 2011: Anjulie – Brand New B*tch (Laidback Luke Remix)
- 2011: Patric La Funk feat. Gracie Regine – Time And Time Again (Laidback Luke Remixes)
- 2011: Pitbull Feat. Marc Anthony – Rain Over Me (Laidback Luke Remix)
- 2011: Taio Cruz Feat. Flo Rida – Hangover (Laidback Luke Remix)
- 2011: Chris Lake – Sundown (Laidback Luke Remix)
- 2011: Avesta & B Valley – Dutchano (Laidback Luke Edit)
- 2011: David Guetta feat. Nicki Minaj – Turn Me On (David Guetta & Laidback Luke Remix)

- 2012: Felix Cartal feat. Polina – Don't Turn On The Lights (Laidback Luke Remix)
- 2012: Aaron Smith feat. Luvli – Dancin (Laidback Luke Remix)
- 2012: Madonna – Give Me All Your Luvin' (Laidback Luke Remix)
- 2012: Dragonette – Let It Go (Laidback Luke Remix)
- 2012: Tiësto & Mark Knight con Dino - Beautiful World (Laidback Luke Remix)
- 2012: Congorock – Ivory (Laidback Luke Edit)
- 2012: Sub Focus feat. Alice Gold – Out The Blue (Laidback Luke Remix)
- 2012: Steve Aoki feat. Lil Jon & Chiddy Bang – Emergency (Laidback Luke Remix)
- 2012: Sato Goldschlag feat. Wynter Gordon – Hey Mr. Mister (Laidback Luke Remix)
- 2012: Kerli – Zero Gravity (Laidback Luke Remix)
- 2012: Rita Ora – How We Do (Party) (Laidback Luke Remix)
- 2012: Savoy & Heather Bright – We Are the Sun (Laidback Luke Remix)
- 2012: Skrillex & Damian Marley - Make It Bun Dem (Laidback Luke Remix)
- 2012: Martel – Ricochet (Laidback Luke Remix)
- 2012: Madonna feat. Far East Movement – Turn Up the Radio (Laidback Luke Remix)
- 2012: Karmin – Hello (Laidback Luke Dub Mix)
- 2012: Mariah Carey – Triumphant (Laidback Luke Dub Mix)
- 2012: Austin Leeds feat. Jason Caesar – Close Your Eyes (Laidback Luke Remix)
- 2012: Chuckie & Junxterjack – Make Some Noise (Laidback Luke Remix)
- 2012: Yolanda Be Cool con Arama Mara – Before Midnight (Laidback Luke Remix)

- 2013: Wallpaper. – Good 4 It (Laidback Luke Goes Melbourne Remix)
- 2013: Robin Thicke feat. T.I. & Pharrell – Blurred Lines (Laidback Luke Remix)
- 2013: Alexander Technique & Disco Killah con Luca Masini – Skyscraper (Laidback Luke Remix)
- 2013: Martin Solveig & The Cataracs & feat. Kyle – Hey Now (Laidback Luke Remix)
- 2013: Calvin Harris & Ayah Marar – Thinking About You (Laidback Luke Remix)
- 2013: Pullover – Pullover (Laidback Luke Remix)
- 2013: The Shapeshifters – Chime (Laidback Luke Remix)
- 2013: Enrique Iglesias – Turn The Night Up (Laidback Luke Remix)
- 2013: Donna Summer – MacArthur Park (Laidback Luke Remix)
- 2013: Moska – Get Down (Laidback Luke Remix)
- 2013: Promise Land feat. Alicia Madison – Sun Shine Down (Laidback Luke Edit)
- 2013: Shelco Garcia & TeenWolf – House Party (Laidback Luke Remix)

- 2014: Timeflies – All The Way (Laidback Luke Remix)
- 2014: Franko Ovalles con Jaime Vinas – Mad Love (Laidback Luke Remix)
- 2014: Invalyd feat Jonny Rose - Let Your Heart Go (Laidback Luke Edit)
- 2014: Jenaux feat. Jared Lee – Turn Your World Around (Laidback Luke Edit)
- 2014: Alex Metric feat. Stefan Storm – Heart Weighs A Ton (Laidback Luke 'Jack' Remix)
- 2014: Style of Eye & Lars Allertz – Love Looks (Laidback Luke Remix)
- 2014: Slider & Magnit vs. Robero ft. Louise Carve – Price You Pay (Laidback Luke Edit)

- 2015: Kryoman – Loaded (Laidback Luke Remix)
- 2015: Jack Eye Jones – Story (Laidback Luke Remix)
- 2015: Rezone, Twin Scream - Dirty Style (Laidback Luke Edit)

- 2016: Joey Beltram – Together (Laidback Luke Remix)
- 2016: Timmy Trumpet – Mantra (Laidback Luke Edit)
- 2016: Max Vangeli & De Kibo - Feel The Music (Laidback Luke Remix)

- 2019: Henry Fong, Deorro, Elvis Crespo - Pica (Laidback Luke Remix)

- 2021: ILLENIUM, Valerie Broussard & Nurko - Sideways (Laidback Luke Remix)

### Como productor discográfico
| Año  | Canción                              | Artista      | Álbum                |
| ---- | ------------------------------------ | ------------ | -------------------- |
| 2009 | «I Need You Now» (con Samantha Jade) | David Guetta | One Love             |
| 2012 | «Eutopia (Fade Away)»                | Example      | The Evolution of Man |
| 2013 | «Sweat» (con Ms. Dynamite)           | Major Lazer  | Free the Universe    |